# Earl of Plymouth

Wappen der Earls of Plymouth (dritter Verleihung)

Earl of Plymouth ist ein erblicher britischer Adelstitel, der zweimal in der Peerage of England und einmal in der Peerage of the United Kingdom verliehen wurde.

## Verleihungen
Der Titel wurde erstmals am 28. Juli 1675 in der Peerage of England für Charles FitzCharles geschaffen, einen unehelichen Sohn König Karls II. Die Verleihung erfolgte zusammen mit den nachgeordneten Titeln Viscount Totness und Baron of Dartmouth. Die Titel erloschen bei seinem Tod am 17. Oktober 1680.
In zweiter Verleihung wurde der Titel am 6. Dezember 1682 in der Peerage of England für Thomas Hickman-Windsor, 7. Baron Windsor neu geschaffen. Ihm war bereits am 16. Juni 1660 der seit dem 6. Dezember 1641 in Abeyance befindliche Titel Baron Windsor, of Stanwell in the County of Buckingham, zugesprochen worden, der am 3. November 1529 in der Peerage of England per Writ of Summons seinem Vorfahren Sir Andrew Windsor verliehen worden war. Beim Tod des 6. Earls am 20. Juli 1833 fiel die Baronie Windsor erneut in Abeyance. Das Earldom erlosch beim Tod des 8. Earls am 8. Dezember 1843.
Die Abeyance der Baronie Windsor wurde am 25. Oktober 1855 zugunsten von Harriet Windsor als 13. Baroness beendet. Deren Sohn, Robert Windsor-Clive, 14. Baron Windsor, wurde am 18. Dezember 1905 in dritter Verleihung zum Earl of Plymouth erhoben. Zusammen mit dem Earldom wurde ihm auch der nachgeordnete Titel Viscount Windsor, of St. Fagans in the County of Glamorgan verliehen. beide Titel gehören zur Peerage of the United Kingdom. Der voraussichtlicher Titelerbe (Heir Apparent) führt den Höflichkeitstitel Viscount Windsor.

## Liste der Barone Windsor und Earls of Plymouth

### Earls of Plymouth, erste Verleihung  (1675)
- Charles FitzCharles, 1. Earl of Plymouth (1657–1680)

### Barone Windsor (1529)
- Andrew Windsor, 1. Baron Windsor (1467–1543)
- William Windsor, 2. Baron Windsor (1498–1558)
- Edward Windsor, 3. Baron Windsor (1532–1574)
- Frederick Windsor, 4. Baron Windsor (1559–1585)
- Henry Windsor, 5. Baron Windsor (1562–1605)
- Thomas Windsor, 6. Baron Windsor (1591–1641) (Titel abeyant 1641)
- Thomas Windsor, 7. Baron Windsor (1627–1687) (Abeyance 1660 beendet; 1682 zum Earl of Plymouth erhoben)

### Earls of Plymouth, zweite Verleihung (1682)
- Thomas Windsor, 1. Earl of Plymouth, 7. Baron Windsor (1627–1687)
- Other Windsor, 2. Earl of Plymouth, 8. Baron Windsor (1679–1725)
- Other Windsor, 3. Earl of Plymouth, 9. Baron Windsor (1707–1732)
- Other Windsor, 4. Earl of Plymouth, 10. Baron Windsor (1731–1771)
- Other Windsor, 5. Earl of Plymouth, 11. Baron Windsor (1751–1799)
- Other Windsor, 6. Earl of Plymouth, 12. Baron Windsor (1789–1833) (Baronie Windsor abeyant 1833)
- Andrew Windsor, 7. Earl of Plymouth (1754–1837)
- Henry Windsor, 8. Earl of Plymouth (1768–1843)

### Barone Windsor (1529; Fortsetzung)
- Harriet Windsor, 13. Baroness Windsor (1797–1869) (Abeyance 1855 beendet)
- Robert Windsor-Clive, 14. Baron Windsor (1857–1923) (1905 zum Earl of Plymouth erhoben)

### Earls of Plymouth, dritte Verleihung (1905)
- Robert Windsor-Clive, 1. Earl of Plymouth (1857–1923)
- Ivor Windsor-Clive, 2. Earl of Plymouth (1889–1943)
- Other Windsor-Clive, 3. Earl of Plymouth (1923–2018)
- Ivor Windsor-Clive, 4. Earl of Plymouth (* 1951)

Heir Apparent ist der Sohn des aktuellen Titelinhabers, Robert Windsor-Clive, Viscount Windsor (* 1981).

## Trivia
Der unübliche Vorname „Other“, der traditionell häufig in der Familie verwendet wird, geht auf einen legendären sächsischen Vorfahren namens „Otho“ oder „Othere“ zurück.